# Джинн Фланаґан
Джинн Фланаґан (англ. Jeanne Flanagan, 8 травня 1957) — американська академічна веслувальниця.
Олімпійська чемпіонка 1984 року в складі вісімки.